# Claus Hipp
Claus Hipp, eigentlich Nikolaus Joseph Hipp, (* 22. Oktober 1938 in München) ist ein deutscher Unternehmer und ehemaliger Geschäftsführer des Nahrungsmittel- und Babykostherstellers Hipp. Zugleich ist er seit 2008 Honorarkonsul für die Georgische Botschaft in Deutschland.

## Leben
Claus Hipp, zweites von sieben Kindern, studierte nach dem Abitur am Ludwigsgymnasium München Rechtswissenschaften an der Ludwig-Maximilians-Universität München. Nach seiner Promotion zum Doktor der Rechte trat Claus Hipp 1964 in den Betrieb seines Vaters Georg Hipp in Pfaffenhofen an der Ilm ein und übernahm 1967 die Betriebsleitung. Ab 1968, nach dem Tode des Vaters, war er persönlich haftender Gesellschafter der HiPP-Betriebe. Unter seiner Leitung entwickelte sich das Unternehmen zu einem der führenden Hersteller für Babynahrung.  2021 übergab Claus Hipp die Geschäftsführung an seine Söhne Stefan und Sebastian Hipp, wobei Stefan das Gesicht des Unternehmens in der Öffentlichkeit wurde.
Von 1998 bis 2004 stand Claus Hipp als Präsident an der Spitze der Industrie- und Handelskammer für München und Oberbayern. Zugleich war er Präsident des Bayerischen Industrie- und Handelskammertages sowie seit 2001 Vizepräsident des Deutschen Industrie- und Handelskammertages. Seit 1996 ist Hipp Schirmherr der Münchner Tafel e. V.
Hipp ist praktizierender Katholik und setzt sich beruflich und privat für ökologisches Handeln ein. Er ist langjähriges Mitglied der Fondazione Centesimus Annus Pro Pontifice (CAPP). Seit 2007 ist er Mitglied der vom damaligen Bundesumweltminister Sigmar Gabriel anlässlich der CBD-COP9 ins Leben gerufenen Naturallianz, die sich für den Erhalt der biologischen Vielfalt einsetzt.
In den Jahren von 1960 bis 1977 war Hipp im Reitsport aktiv und erzielte Siege bei internationalen Sprung- und Militaryturnieren. Heute züchtet er Turnierpferde.
2008 wurde er vom georgischen Präsidenten Michail Saakaschwili zum Honorarkonsul von Georgien für Bayern und Baden-Württemberg ernannt. Seit Oktober 2008 steht er der Deutschen Wirtschaftsvereinigung Georgien vor. Er wurde zum Professor an der Fakultät Betriebswirtschaft der Staatlichen Universität in Tiflis, Georgien, berufen.
Hipp ist Ehrenpräsident der Industrie- und Handelskammer für München und Oberbayern sowie der Deutsch-Russischen Außenhandelskammer in Moskau.
Auf Initiative von Claus Hipp entstand in Zusammenarbeit mit der Schweizer Oboistin Marie-Lise Schüpbach und dem Symphonieorchester des Bayerischen Rundfunks das Kammermusik-Festival erstKlassik am Sarnersee, das seit 2008 jährlich in Obwalden stattfindet. Hipp ist der Schirmherr der Veranstaltung.
Claus Hipp lebt im deutschen Ilmmünster (Einöde-Ehrensberg) und im Schweizer Kanton Obwalden.

## Künstler
Hipp absolvierte eine Ausbildung an der staatlich anerkannten Malschule Heinrich Kropp in München. Neben seiner beruflichen Karriere ist Claus Hipp seit 1970 unter seinem Geburts- und Künstlernamen Nikolaus Hipp als freischaffender Künstler tätig. Er ist Musiker und ausgebildeter Maler. Seit seinem vierzehnten Lebensjahr erhielt er Unterricht in Oboe, zudem spielt er Englischhorn. Von 1959 bis 1970 absolvierte er eine künstlerische Ausbildung an der Münchner Kunstschule und war dort Meisterschüler von Heinrich Kropp.
Seine abstrakten Werke wurden weltweit in zahlreichen Gruppen- und Einzelausstellungen gezeigt. Mit seinen Bildern ist er in zahlreichen Sammlungen und Museen vertreten. Hipp hat seit 2001 eine ordentliche Professur für nichtgegenständliche Malerei an der Staatlichen Kunstakademie (Apolon-Kutateladse-Akademie der Künste) in Tiflis, Georgien. Er hatte einen Lehrauftrag für gegenstandslose Kunst an der Kunstakademie Bad Reichenhall.

## Vermögen
Sein Privatvermögen wurde 2019 vom Manager-Magazin auf 1 Milliarde Euro geschätzt.

## Auszeichnungen
- 1990: Bayerischer Verdienstorden
- 1995: Verdienstkreuz 1. Klasse des Verdienstordens der Bundesrepublik Deutschland für Verdienste um die Umwelt
- 1999: Großes Verdienstkreuz des Verdienstordens der Bundesrepublik Deutschland
- 2000: Großes Goldenes Ehrenzeichen für Verdienste um die Republik Österreich[14]
- 2000: Franz Kafka Kunstpreis für Malerei, Prag
- 2001: Euronatur-Umweltpreis
- 2004: Ernennung zum Ehrensenator der damaligen Privatuniversität IMADEC University; nach aktueller Interpretation eines Urteils von 2006 ist dieser akademische Ehrentitel ungültig.[15]
- 2005: Deutscher Gründerpreis in der Kategorie Lebenswerk, für herausragende Leistungen als Unternehmer[16]
- 2008: Ehrenbürgerwürde von Tiflis, Georgien
- 2009: Umweltpreis Goldene Blume von Rheydt
- 2010: Steiger Award für Verdienste um die Umwelt
- 2010: Bayerische Verfassungsmedaille in Gold
- 2013: Aufnahme in die Europäische Akademie der Wissenschaften und Künste
- 2014: Ehrenpreis der Querdenker-Awards in der Kategorie Lebenswerk[17]
- 2016: Medaille für besondere Verdienste um Bayern in einem Vereinten Europa
- 2018: Unternehmerpreis des Business Club Aachen Maastricht
- 2022: Lichtgestalt der Wirtschaftsnacht des Wirtschaftspreises Rheinland des Kölner Stadt-Anzeigers für sein Lebenswerk als Unternehmer[18]

## Veröffentlichungen
- Claus Hipp. Dafür stehe ich mit meinem Namen. Claus Hipp im Gespräch mit Eva Demmerle. Universitas, München 2004, ISBN 3-8004-1460-0.
- Die Freiheit, es anders zu machen. Mein Leben, meine Werte, mein Denken. Pattloch, München 2008, ISBN 978-3-629-02207-3.
- Agenda Mensch. Warum wir einen neuen Generationenvertrag brauchen. Rowohlt, Berlin 2010, ISBN 978-3-87134-669-9.
- Das Hipp-Prinzip. Wie wir können, was wir wollen. Verlag Herder, München 2012, ISBN 978-3-451-32347-8.
- Achtung Anstand! Vom Wert eines respektvollen Miteinanders Gräfe und Unzer Verlag, München 2013, ISBN 978-3-8338-3611-4.